# DJ Patex
DJ Patex, bürgerlich Patricia Wedler (* 1. März 1973 in Würzburg; † 14. Juni 2023) war eine deutsche DJ, Musikerin und Aktivistin.

## Leben und Wirken
DJ Patex war Resident DJ des Golden Pudel Club und als Musikerin langjährige Partnerin von Knarf Rellöm sowie mit ihrem eigenen Bandkollektiv School of Zuversicht aktiv, dem u. a. Knarf Rellöm, Carsten „Erobique“ Meyer, Mitglieder von Die Türen und Richard von der Schulenburg angehörten. Sie starb 2023 nach einer langjährigen Erkrankung an ALS.
Die Bedeutung von DJ Patex für die Hamburger Subkultur belegt die Auszeichnung, die sie noch am 3. Juni 2023 entgegennehmen konnte: Die Golden Pudel Stiftung erkannte ihr zum zweiten Mal den Unbestechlichkeitspreis zu. Christoph Twickel attestiert ihr in seinem Nachruf in der Zeit, „die Popkultur dieser Stadt in den letzten zwei Jahrzehnten entscheidend mitgestaltet“ zu haben.

## Diskographie
- Randnotizen from Idiot Town (als School of Zuversicht) (2010)
- An allem ist zu zweifeln (als School of Zuversicht) (2021)